# Coteaux-de-tannay
Les coteaux-de-tannay, anciennement vin de pays des coteaux de Tannay, est un vignoble français d'indication géographique protégée de zone, produit dans le département de la Nièvre.
Pourtant situé géographiquement en région Bourgogne-Franche-Comté, il fait partie de la famille des vins de la vallée de la Loire.

## Histoire
La culture du vin dans cette zone est une activité ancienne. En effet, en 1300, du vin aurait été commandé dans le but d'approvisionner le roi. On parle alors des Vins de Clamecy.
Une autre anecdote permet de se rendre compte de l'importance ancienne de cette activité. Vers 1500, la ville de Tannay fait édifier des remparts. Ces derniers ont été financés grâce à une taxe sur les vins.
Au XIXe siècle, selon le préfet de l'Arrondissement de Clamecy, 3000 hectares sont plantés dans son arrondissement. L'activité est essentielle pour l'économie du territoire puisque les revenus issus de cette dernière représentent plus de la moitié de ce que gagne de la population.
Mais, la zone va connaître une crise importante avec l'arrivée du phylloxera. Le vignoble sera reconstitué par la suite. Mais, il ne sera utilisé qu'à des fins de consommation locale.
Les surfaces ne vont faire que décroître jusqu'en 1989, date qui constitue cependant la renaissance du vignoble.
La volonté de quelques vignerons fait renaitre ce vignoble d'abord sous le nom de Vin de Pays des Coteaux de Tannay en 2001 puis IGP Coteaux de Tannay depuis 2009.

## Géographie

### Aire de l'IGP

#### Les communes de la Nièvre
Le vignoble s'étend sur 21 ha répartis sur cinquante-six communes dans la Nièvre : Amazy, Armes, Asnan, Asnois, Authiou, Beaulieu, Beuvron, Billy-sur-Oisy, Breugnon, Brèves, Brinon-sur-Beuvron, Bussy-la-Pesle, Challement, Champallement, Chazeuil, Chevannes-Changy, Chevroches, Clamecy, Corvol-d'Embernard, Dirol, Dompierre-sur-Héry, Dornecy, Flez-Cuzy, Germenay, Grenois, Guipy, Héry, Lys, La Maison-Dieu, Metz-le-Comte, Michaugues, Moissy-Moulinot, Monceaux-le-Comte, Moraches, Neuffontaines, Neuilly, Nuars, Oisy, Ouagne, Pousseaux, Rix, Ruages, Saint-Aubin-des-Chaumes, Saint-Didier, Saint-Germain-des-Bois, Saint-Révérien, Saizy, Surgy, Taconnay, Talon, Tannay, Teigny, Trucy-l'Orgueilleux, Vignol, Villiers-sur-Yonne et Vitry-Laché.

### Orographie et géologie
La zone est dominée par des sols argilo-calcaire. ces derniers reposent sur des formations datant du bathonien supérieur et inférieur. Trois types de sols peuvent être distingués:
- des petites terres. Il s'agit de sol très drainant car ils sont riches en cailloux et en éléments grossiers.
- des sols de couleur ocre. C'est la richesse en argile qui leur donne cette couleur.
- des terres de couleur claires, à la structure claire et homogène.

### Climat
La zone est dominée par un climat continental. Ce dernier reste cependant marqué par des influences océaniques et ligériennes.
La spécificité de la zone fait que le vignoble est protégé des vents d'Ouest par les lignes des plateaux boisés. Ainsi, les précipitations sont plutôt faibles comparée au reste du département, et l'ensoleillement est plus important.
En termes de saisonnalité :
- le printemps est frais et humide,
- le mois de septembre est sec et ensoleillé,
- les journées des mois d'été sont chaudes, mais les nuits sont généralement fraîches.

## Vignoble

### Encépagement

#### Cépages pour les vins rouges
Les variétés utilisées sont : le gamay N, le gamay de Bouze N, le gamay de Chaudenay N et le pinot noir N.

#### Cépages pour les vins rouges et rosés
Les variétés utilisées sont : le gamay N, le gamay de Bouze N, le gamay de Chaudenay N, le pinot gris G et le pinot noir N.

#### Cépages pour les vins blancs
Les variétés utilisées sont : l'auxerrois B, le chardonnay B, le melon B, le pinot blanc B et le pinot gris G.

### Types de vin

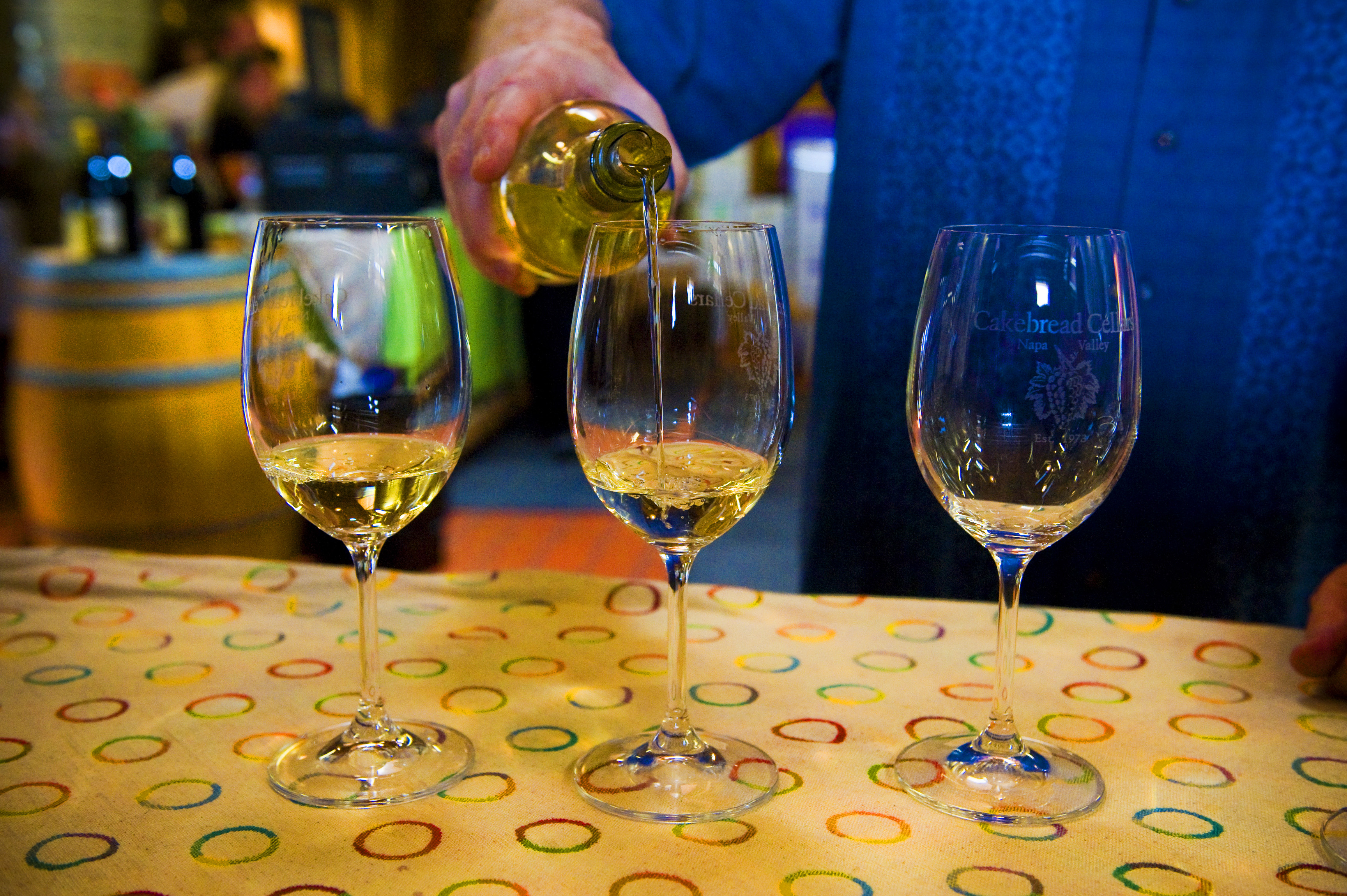
Dégustation au caveau d'un coteaux-de-tannay blanc

Il existe 9 labellisations différentes :
- Coteaux de Tannay blanc[1]
- Coteaux de Tannay rosé[2]
- Coteaux de Tannay rouge[3]
- Coteaux de Tannay mousseux de qualité blanc[4]
- Coteaux de Tannay mousseux de qualité rosé[5]
- Coteaux de Tannay mousseux de qualité rouge[6]
- Coteaux de Tannay primeur ou nouveau blanc[7]
- Coteaux de Tannay primeur ou nouveau rosé[8]
- Coteaux de Tannay primeur ou nouveau rouge[9]

### Production et structure des exploitations
La production moyenne est de 730 hl (moyenne depuis 2015). Le site Internet IGP du Val de Loire répertorie 6 producteurs sous cette appellation.